# (296907) Alexander
(296907) Alexander est un astéroïde de la ceinture principale.

## Description
(296907) Alexander est un astéroïde de la ceinture principale. Il fut découvert le 13 février 2010 aux États-Unis par le programme WISE. Il présente une orbite caractérisée par un demi-grand axe de 3,16 UA, une excentricité de 0,08 et une inclinaison de 10,5° par rapport à l'écliptique.

## Compléments